# إليزابيث براون بريور
إليزابيث براون بريور (بالإنجليزية: Elizabeth Brown Pryor) هي كاتِبة ومؤرخة ومؤلفة ودبلوماسية أمريكية، ولدت في 15 مارس 1951 في غاري في الولايات المتحدة، وتوفيت في 13 أبريل 2015 في ريتشموند في الولايات المتحدة.